# Ахалдаба
Вардісубані (груз. ახალდაბა) — село в Грузії.
За даними перепису населення 2014 року в селі проживає 32 особи.